# Hans Dauser
Hans Dauser (Monaco di Baviera, 31 luglio 1908 – Monaco di Baviera, 20 novembre 2001) è stato un militare tedesco, ufficiale delle Waffen-SS durante la seconda guerra mondiale.